# Université de Nottingham à Ningbo
L'Université de Nottingham à Ningbo (University of Nottingham Ningbo, China:UNNC ou 宁波诺丁汉大学) est une branche de l'Université de Nottingham (Royaume-Uni) situé sur un campus sino-britannique dans la ville côtière de Ningbo dans la province du Zhejiang. Le campus est une coentreprise (joint venture) détenue à parts variables (égales ou non) par l'Université de Nottingham et le Groupe d'éducation Wanli (浙江省万里教育集团). 
Avec l'Université Xi’an Jiaotong-Liverpool (西交利物浦大学, XJTLU) à Suzhou dans la province du Jiangsu, l'Université de Nottingham à Ningbo fait partie des deux premières universités sino-étrangères en Chine à avoir reçu l'approbation du ministère chinois de l'Education. Un troisième projet, le Sino-British College (SBC), est en cours de réalisation depuis 2006 à l'Université des Sciences et Technologies de Shanghai (上海理工大学) sous la direction d'Ian Gow et en partenariat avec 9 universités Britanniques (Bradford, Huddersfield, Leeds, Leeds Metropolitan, Liverpool John Moores, Manchester Metropolitan, Salford, Sheffield, et Sheffield Hallam). 

## Campus
Le campus de l'UNNC, d'une surface de 60 hectares, se situe dans le district de Yinzhou (鄞州区 ; pinyin : Yínzhōu Qū) et se place sous la juridiction de la ville sous-provinciale de Ningbo. Il existerait actuellement environ 5000 étudiants pour 300 employés. 
Le terrain est fourni par la municipalité et le Groupe d'éducation Wanli se charge des finances, tandis que l'Université de Nottingham se charge de l'enseignement et de la recherche (fondamentale et appliquée). 

## Organisation et administration
L'UNNC est considérée comme un établissement d'enseignement supérieur récent qui propose des cours en anglais sanctifiés par des diplômes reconnus à la fois en Grande-Bretagne et en Chine. Le programme étant dispensé entièrement en langue anglaise, celui-ci se distingue clairement de ceux offerts par les universités et instituts d'enseignement supérieur de langue chinoise.  
La direction de l'UNNC est composée du Président Yang Fujia (杨福家) et du PDG (CEO) Chris Rudd. 

## Enseignement
Généralement, après une année de préparation linguistique en anglais (English for Academic Purposes ou EAP) au sein du CELE (Centre for English Language Education), l'UNNC offre principalement des enseignements de premier cycle se répartissant aujourd'hui entre cinq divisions ou facultés (faculties), dont la liste est la suivante (par taille décroissante):
- École de Commerce

- Communication Internationale (japonais, français, espagnol, allemand et chinois pour les étudiants étrangers).

- Ingénierie

- Études Internationales

- Informatique

- Études Anglaises

Une école d'études avancées (en anglais, graduate schools) se met également peu à peu en place afin de développer son offre de Masters et Doctorats. 

## Coût des études
Les frais d'inscription s'élevant environ à 10,000 euros/an (plusieurs fois le coût moyen d'une université sinophone), 
cela peut valoir à l'UNNC la réputation d'être une "école de riches" (贵族学校), même s'il existe différents systèmes 
de bourses et d'aides pour attirer les étudiants issus de familles plus modestes.
Ces frais de scolarité sont comparables à ceux des autres universités Britanniques (pour les étudiants hors Europe, 
principalement chinois dans le cas de la Grande-Bretagne). 

## Controverse
Du fait de sa nature expérimentale, l'Université de Nottingham à Ningbo a attiré beaucoup d'attention depuis son ouverture en 2004. 
En décembre 2007, dans un rapport établi par Agora Education Services (AES) et intitulé "Les Universités Britanniques en Chine: La réalité au-delà de la rhétorique", Ian Gow publie un article (Removing the Rose-Tinted Spectacles) dans lequel, à l'appui de son expérience en tant que Vice-Président (Provost ou Pro-Vice-Chancellor) de l'UNNC, il met en garde les universités Britanniques sur le besoin d'acquérir une compréhension plus approfondie de la politique de l'enseignement supérieur chinois, en particulier dans le cas où celles-ci souhaiteraient construire avec succès des relations stratégiques à long terme. 
Compte tenu de la position grandissante de la Chine en tant que pôle majeur d'enseignement supérieur ainsi qu'en recherche et développement, l'article critique brièvement l'expérience de l'UNNC. Selon lui, par exemple, la législation et les directives administratives sont interprétées au niveau local de façon à donner beaucoup de contrôle à l'institution chinoise partenaire de l'UNNC. Le facteur d'attraction auparavant déployé à l'étranger par les Universités chinoises serait ainsi peu à peu remplacé par une poussée démesurée des institutions étrangères qui tendrait à compromettre la possibilité à long terme de partenariats véritablement équitables.
Mal perçu par la direction de l'Université de Nottingham, l'article d'Ian Gow a été suivi par une déclaration du Vice-Chancelier Colin Campbell afin de mettre la position d'Ian Gow à distance de l'Université de Nottingham. Par ailleurs, l'auteur de la déclaration critique un article publié dans le quotidien The Guardian pour une évaluation erronée de l'article d'Ian Gow. Colin Campbell conclut sa déclaration en décrivant le partenariat entre l'Université de Nottingham et le Groupe d'éducation Wanli en des termes positifs et optimistes pour l'avenir des relations entre les deux institutions, réfutant notamment l'argument d'Ian Gow selon lequel il serait naïf de continuer à transférer dans une vision à court-terme les résultats de la recherche scientifique accomplie à Nottingham avec l'espoir d'une implantation durable à travers un partenariat "gagnant-gagnant".

## Sources et Liens externes
- (zh + en) Site officiel
- Notices d'autorité :   - VIAF
  - ISNI
  - LCCN
  - GND
  - WorldCat